# Сельское поселение «Жиндойское»
Се́льское поселе́ние «Жиндойское» — муниципальное образование в Красночикойском районе Забайкальского края Российской Федерации.
Административный центр — село Жиндо 1-е.

## История
Статус и границы сельского поселения установлены Законом Читинской области от 19 мая 2004 года «Об установлении границ, наименований вновь образованных муниципальных образований и наделении их статусом сельского, городского поселения в Читинской области».

## Население
| 2010 | 2011 | 2012 | 2013 | 2014 | 2015 | 2016 |
| ---- | ---- | ---- | ---- | ---- | ---- | ---- |
| 863  | ↘862 | ↘846 | ↘816 | ↘795 | ↘784 | ↘773 |
| 2017 | 2018 | 2019 | 2020 | 2021 |      |      |
| ↘761 | ↘740 | ↘726 | ↘718 | ↘664 |      |      |

## Состав сельского поселения
| № | Населённый пункт | Тип населённого пункта       | Население |
| - | ---------------- | ---------------------------- | --------- |
| 1 | Жиндо 1-е        | село, административный центр | ↘334      |
| 2 | Жиндо 2-е        | село                         | ↘165      |
| 3 | Жиндокон         | село                         | ↘152      |
| 4 | Хилкотой         | село                         | ↘54       |

## Археология
- Погребение мужчины в окрестностях села Жиндо датируется возрастом около 8 тыс. лет назад. Планируется выполнить ДНК-анализ[15].